# Konvalbusk-slægten
Konvalbusk-slægten (Clethra) er udbredt i Nordamerika og Østasien. Det er løvfældende buske med hvide, duftende blomster i endestillede stande. Her omtales kun de arter, som dyrkes i Danmark.
| Arter |

- Almindelig Konvalbusk (Clethra alnifolia)

- Wikimedia Commons har flere filer relateret til Konvalbusk-slægten

| Botanik | Spire Denne botanikartikel er en spire som bør udbygges. Du er velkommen til at hjælpe Wikipedia ved at udvide den. |